# RegionsAir
RegionsAir era una aerolínea regional conforme a la 14 CFR Parte 121 con base en el Aeropuerto de Smyrna en Smyrna, Tennessee, EE. UU.. Los aeropuertos centrales de RegionsAir eran el Aeropuerto Internacional Lambert-St. Louis (STL) y el Aeropuerto Internacional Cleveland Hopkins (CLE).
RegionsAir operaba bajo un acuerdo de código compartido con TWA y American Airlines para ofrecer vuelos a comunidades como AmericanConnection desde Lambert-St. Louis, y como Continental Connection desde el Aeropuerto Internacional Cleveland Hopkins.
RegionsAir cesó todas sus operaciones el 8 de marzo de 2007 y suspendió temporalmente a todos sus empleados un mes después.

## Historia
RegionsAir se conoció como Corporate Express Airlines de 1996 a 1998, y posteriormente como Corporate Airlines de 1998 a 2004. Operando como Corporate Express, voló para Midway Airlines, proporcionando vuelos hasta su primer cierre en 2001, y también voló para TWA como Trans World Express desde San Luis. Cuando TWA se fusionó con American Airlines el 2 de diciembre de 2001, Corporate comenzó a operar como AmericanConnection, continuando con sus vuelos a las comunidades desde el Aeropuerto Internacional Lambert. En ese momento, la aerolínea estaba dirigida por Chuck Howell, quien asumió la presidencia de Great Lakes Airlines. La aerolínea cambió su nombre corporativo a RegionsAir en mayo de 2004 para evitar confusiones con aerolíneas con nombres similares.  RegionsAir inició otra alianza de código compartido con Continental Airlines, denominada Continental Connection, en 2006, con un centro de operaciones en el Aeropuerto Internacional de Cleveland-Hopkins. RegionsAir había sido el proveedor de servicios aéreos para muchas pequeñas comunidades como parte del programa Essential Air Service (EAS), subvencionado por el gobierno federal.
El 7 de octubre de 2005, Viva International, un holding de aviación, emitió una Carta de Intención irrevocable para la compra de RegionsAir por una suma no revelada, pero nunca se materializó.
En marzo de 2007, la Administración Federal de Aviación (FAA) suspendió los vuelos de la aerolínea, alegando que había problemas con su programa de capacitación y certificación.

## Incidentes y accidentes
- El 19 de octubre de 2004, el vuelo 5966 de Corporate Airlines se estrelló al aproximarse a Kirksville, Misuri. Trece personas murieron y dos resultaron heridas.  La Junta Nacional de Seguridad en el Transporte (NTSB) ha determinado que un error del piloto fue la causa de este accidente.[6]
- El 2 de marzo de 2007, la oficina local de la FSDO de la aerolínea, funcionarios de la FAA en Washington D. C., y la aerolínea tuvieron un desacuerdo sobre la redacción de sus manuales de capacitación. La aerolínea suspendió voluntariamente sus operaciones programadas hasta que se aclararan los puntos. Los funcionarios de la FAA no encontraron discrepancias al revisar los registros de todos los pilotos. Al final, alrededor de 35 vuelos de la aerolínea fueron cancelados ese sábado.[7][8]
- El 8 de marzo de 2007, a las 16:36, la FAA volvió a suspender los vuelos de RegionsAir debido a discrepancias en los procedimientos de entrenamiento de la aerolínea para los pilotos de control de línea. Como resultado de esta segunda suspensión en una semana, varios aeropuertos regionales atendidos por RegionsAir anunciaron su intención de reemplazar la aerolínea con otras aerolíneas regionales.